# 雕刻真扇蟹
雕刻真扇蟹（学名：Euxanthus exsculptus）为扇蟹科真扇蟹属的动物。分布于日本、斐济、萨摩亚、新喀里多尼亚、澳大利亚、印度尼西亚、安达曼、斯里兰卡、毛里求斯以及中国大陆的西沙群岛、海南岛等地，生活环境为海水，常见于珊瑚礁浅水中。